# الكسندر رايت
الكسندر رايت (بالإنجليزية: Alexander Wright)‏ هو لاعب كرة قدم أمريكية أمريكي، ولد في 19 يوليو 1967 في ألباني في الولايات المتحدة.

## وصلات خارجية
- الكسندر رايت على موقع مرجع كرة القدم المحترفة.كوم (الإنجليزية)